# Drapeau de l'Ouzbékistan
Le drapeau de l'Ouzbékistan date de l'indépendance du pays. À ce titre, il est adopté lors de la 8e session de l'Assemblée suprême (parlement), le 18 novembre 1991. Il est mentionné à l'Article 5 de la Constitution. 
Le drapeau est composé de trois bandes horizontales bleue, blanche et verte, séparées de deux liserés rouges. Une lune ainsi que douze étoiles figurent également sur le drapeau.
Sur la bande bleue, près de la hampe, figurent le croissant de lune et les douze étoiles blanches. 
- Le croissant, ouvert vers la partie flottante du drapeau, est un symbole de la religion  majoritaire de ce pays, l'islam (88 % des Ouzbeks sont musulmans). C'est aussi un symbole ethnique turc. Les drapeaux de la Tunisie, de l’Algérie, de la Turquie, du Turkménistan et du Pakistan comportent aussi un croissant de lune qui symbolise l’héritage turc en Tunisie et en Algérie ainsi que la remémoration des anciennes croyances et l’affirmation de l’identité turque en Turquie, au Turkménistan et en Ouzbékistan. Ce croissant de nouvelle lune symbolise de même l'indépendance récente de l'Ouzbékistan.

- Les douze étoiles, disposées sur trois lignes horizontales (3, 4 et 5) représentent les douze mois de l’année de l'indépendance. Ces douze étoiles font aussi références à des signes spirituels de la tradition ouzbek et des calendriers solaires de même qu'au fait que les spécialistes pensent que l'astrologie a vu le jour sur le territoire de l'actuel Ouzbékistan[1].

- Le bleu rappelle la couleur de la bannière de Tamerlan et symbolise aussi le ciel et l'eau desquels émane la vie.
- Le blanc symbolise la paix et la chance[1].
- Le vert, bien qu'il soit la couleur de l’islam, n'est pas indiqué comme tel sur les pages du Gouvernement ouzbek concernant l'explication des couleurs du drapeau. Ce dernier rapporte le vert uniquement à la nature, à la renaissance et aux récoltes[1].
- Les deux bandes fines rouges symbolisent la vie.

L'Ouzbékistan, du 27 octobre 1924 au 31 août 1991, était une république de l'Union des républiques socialistes soviétiques (URSS). Le drapeau de la République socialiste soviétique d'Ouzbékistan avait lui aussi une disposition identique des bandes (horizontales) avec des lisérés, toutefois d'une autre couleur.

## Autres drapeaux

Drapeau de la République socialiste soviétique d'Ouzbékistan (1952-1991)
Drapeau de la République du Karakalpakstan